# Умальтинський ВТТ
Умальтинський ВТТ (рос. УМАЛЬТИНСКИЙ ИТЛ, Умальтлаг, Умальтинское рудоуправление НКВД) — підрозділ, що діяв в системі виправно-трудових установ СРСР.

## Історія
Умальтлаг був організований в 1941 році. Управління Умальтлага розміщувалося в селищі Умальта, Хабаровський край. В оперативному командуванні воно підпорядковувалося Головному управлінню таборів гірничо-металургійної промисловості (ГУЛГМП).
Максимальна одноразова кількість ув'язнених могла досягати понад 3000 осіб.
Умальтлаг припинив своє існування в 1943 році.

## Виконувані роботи
- обслуговування Умальтинського молібденового рудника: випуск молібденового концентрату, геологорозвідка,
- буд-во збагачувальної ф-ки і шахт